# Harrestrup Å
Harrestrup Å (tidligere Harestorp) er en dansk å, der udspringer ved Harrestrup ved Herstedøster (nord for Albertslund) og, omgivet af brede enge, løber forbi Damhussøen, for derfra at fortsætte i et sydøstligt løb mellem Hvidovre og Vigerslev (her kaldes åen også Damhusåen), ud i Kalvebod Strand. Ved udmundingen af denne å menes Vindeboder at have ligget.
Der er to pumpestationer langs Harrestrup Å. Lige nordvest fra Husum Station pumpes vand op til Fæstningskanalen. Dette vand pumpes yderligere én gang i Fæstningskanalen, inden det når Utterslev Mose. Den anden pumpestation pumper vand fra Harrestrup Å op til Damhussøen.
Åen står mod nord i forbindelse med Svanesøen ved Ballerup og forsyner flere gadekær med vand, foruden Harrestrup også Ejby og Riskær. Vest for Damhusengen lå fra gammel tid landsbyen Rødovre, Aworthe øffre, egl. den øvre landsby ved åbredden. Øst for Damhusengen, førhen et ådelta, lå landsbyen Hvidovre, Aworthe ydræ. Ordet aworthe er olddansk for åbred.

## Navnet
Åens norrøne navn var Hwatn, beslægtet med hwata (= skarp) og oldislandsk hvatr (= hurtig, rask, snar). Et tilsvarende navn har tidligere været båret af Spang Å i Elbodalen. For begge åer kan tolkningen passe med "den hurtigtløbende". Harrestrup Å kan dermed være ophav til stednavnet Vanløse med det første led, Van-, som en forvanskning af åens daværende navn, Hwatn.

## Flaskekroen ved Harrestrup Å
Åen var Københavns yderste grænse mod Søndre Birk. Her lå Flaskekroen med 5-øres dans hver søndag aften fra maj til november, hvor soldater fra Avedørelejren og omegnens karle mødtes med Valbys bondepiger og "spinetterne" (fabrikspigerne ved Valbys spinderier). Den gang skulle soldater altid bære sabelbajonet, også i fritiden og altså til dans i Flaskekroen. Ved en lejlighed var der mødt bisser fra Vesterbro op til dans, og soldaterne bekymrede sig for, om de ville få klø på vejen tilbage til Avedørelejren. De bad den københavnske betjente om at ledsage sig et stykke ind i Søndre Birk, men det kunne betjentene ikke. Derimod foreslog de, at korporalen, der også var med på kroen, kunne kommandere sit følge til at tage opstilling, trække våben og marchere tilbage til kasernen i formation. Soldaterne kom da også trygt tilbage, men da de var blevet forsinket, blev de truet med krigsret. De forklarede så, at de havde måttet forsvare sig mod overfald. Dermed blev der klaget til politidirektøren i København, der fik sat en stopper for 5-øresdansen på Flaskekroen, i øvrigt til stor lettelse for betjenten i Vigerslev.